# Plavání na mistrovství světa v plaveckých sportech 2019
Závody v plavání v olympijském 50 m bazénu na mistrovství světa v plaveckých sportech za rok 2019 proběhly ve Kwangdžu, Jižní Korea ve dnech 21. až 28. července 2019.

## Výsledky

### Individuální disciplíny
| Muži                 | Zlato                        | Zlato    | Stříbro                                    | Stříbro  | Bronz                                    | Bronz    |
| -------------------- | ---------------------------- | -------- | ------------------------------------------ | -------- | ---------------------------------------- | -------- |
| 50 m volný způsob    | Caeleb Dressel (USA)         | 21,04    | Bruno Fratus (BRA) Kristian Golomeev (GRE) | 21,45    | —                                        | —        |
| 100 m volný způsob   | Caeleb Dressel (USA)         | 46,96    | Kyle Chalmers (AUS)                        | 47,08    | Vladislav Griňov (RUS)                   | 47,82    |
| 200 m volný způsob   | Sun Jang (CHN)               | 1:44,93  | Kacuhiro Macumoto (JPN)                    | 1:45,22  | Duncan Scott (GBR) Martin Maljutin (RUS) | 1:45,63  |
| 400 m volný způsob   | Sun Jang (CHN)               | 3:42,44  | Mackenzie Horton (AUS)                     | 3:43,17  | Gabriele Detti (ITA)                     | 3:43,23  |
| 800 m volný způsob   | Gregorio Paltrinieri (ITA)   | 7:39,27  | Henrik Christiansen (NOR)                  | 7:41,28  | David Aubry (FRA)                        | 7:42,08  |
| 1500 m volný způsob  | Florian Wellbrock (GER)      | 14:36,54 | Mychailo Romančuk (UKR)                    | 14:37,63 | Gregorio Paltrinieri (ITA)               | 14:38,75 |
| 50 m znak            | Zane Waddell (RSA)           | 24,43    | Jevgenij Rylov (RUS)                       | 24,49    | Kliment Kolesnikov (RUS)                 | 24,51    |
| 100 m znak           | Sü Ťia-jü (CHN)              | 52,43    | Jevgenij Rylov (RUS)                       | 52,67    | Mitchell Larkin (AUS)                    | 52,77    |
| 200 m znak           | Jevgenij Rylov (RUS)         | 1:53,40  | Ryan Murphy (USA)                          | 1:54,12  | Luke Greenbank (GBR)                     | 1:55,85  |
| 50 m motýlek         | Caeleb Dressel (USA)         | 22,35    | Oleg Kostin (RUS)                          | 22,70    | Nicholas Santos (BRA)                    | 22,79    |
| 100 m motýlek        | Caeleb Dressel (USA)         | 49,66    | Andrej Minakov (RUS)                       | 50,83    | Chad le Clos (RSA)                       | 51,16    |
| 200 m motýlek        | Kristóf Milák (HUN)          | 1:50,73  | Daija Seto (JPN)                           | 1:53,86  | Chad le Clos (RSA)                       | 1:54,15  |
| 50 m prsa            | Adam Peaty (GBR)             | 26,06    | Felipe Lima (BRA)                          | 26,66    | João Gomes Júnior (BRA)                  | 26,69    |
| 100 m prsa           | Adam Peaty (GBR)             | 57,14    | James Wilby (GBR)                          | 58,46    | Jen C'-pej (CHN)                         | 58,63    |
| 200 m prsa           | Anton Čupkov (RUS)           | 2:06,12  | Matthew Wilson (AUS)                       | 2:06,68  | Ippei Watanabe (JPN)                     | 2:06,73  |
| 200 m polohový závod | Daija Seto (JPN)             | 1:56,14  | Jérémy Desplanches (SUI)                   | 1:56,56  | Chase Kalisz (USA)                       | 1:56,78  |
| 400 m polohový závod | Daija Seto (JPN)             | 4:08,95  | Jay Litherland (USA)                       | 4:09,22  | Lewis Clareburt (NZL)                    | 4:12,07  |
| Ženy                 | Zlato                        | Zlato    | Stříbro                                    | Stříbro  | Bronz                                    | Bronz    |
| 50 m volný způsob    | Simone Manuelová (USA)       | 24,05    | Sarah Sjöströmová (SWE)                    | 24,07    | Cate Campbellová (AUS)                   | 24,11    |
| 100 m volný způsob   | Simone Manuelová (USA)       | 52,04    | Cate Campbellová (AUS)                     | 52,43    | Sarah Sjöströmová (SWE)                  | 52,46    |
| 200 m volný způsob   | Federica Pellegriniová (ITA) | 1:54,22  | Ariarne Titmusová (AUS)                    | 1:54,66  | Sarah Sjöströmová (SWE)                  | 1:54,78  |
| 400 m volný způsob   | Ariarne Titmusová (AUS)      | 3:58,76  | Kathleen Ledecká (USA)                     | 3:59,97  | Leah Smithová (USA)                      | 4:01,29  |
| 800 m volný způsob   | Kathleen Ledecká (USA)       | 8:13,58  | Simona Quadarellaová (ITA)                 | 8:14,99  | Ariarne Titmusová (AUS)                  | 8:15,70  |
| 1500 m volný způsob  | Simona Quadarellaová (ITA)   | 15:40,89 | Sarah Köhlerová (GER)                      | 15:48,83 | Wang Ťien-ťia-che (CHN)                  | 15:51,00 |
| 50 m znak            | Olivia Smoligaová (USA)      | 27,33    | Etiene Medeirosová (BRA)                   | 27,44    | Darija Vaskinová (RUS)                   | 27,51    |
| 100 m znak           | Kylie Masseová (CAN)         | 58,60    | Minna Athertonová (AUS)                    | 58,85    | Olivia Smoligaová (USA)                  | 58,91    |
| 200 m znak           | Regan Smithová (USA)         | 2:03,69  | Kaylee McKeownová (AUS)                    | 2:06,26  | Kylie Masseová (CAN)                     | 2:06,62  |
| 50 m motýlek         | Sarah Sjöströmová (SWE)      | 25,02    | Ranomi Kromowidjojová (NED)                | 25,35    | Farida Osmanová (EGY)                    | 25,47    |
| 100 m motýlek        | Margaret Mac Neilová (CAN)   | 55,83    | Sarah Sjöströmová (SWE)                    | 56,22    | Emma McKeonová (AUS)                     | 56,61    |
| 200 m motýlek        | Boglárka Kapásová (HUN)      | 2:06,78  | Hali Flickingerová (USA)                   | 2:06,95  | Katherine Drabotová (USA)                | 2:07,04  |
| 50 m prsa            | Lillia Kingová (USA)         | 29,84    | Benedetta Pilatová (ITA)                   | 30,00    | Julija Jefimovová (RUS)                  | 30,15    |
| 100 m prsa           | Lillia Kingová (USA)         | 1:04,93  | Julija Jefimovová (RUS)                    | 1:05,49  | Martina Carrarová (ITA)                  | 1:06,36  |
| 200 m prsa           | Julija Jefimovová (RUS)      | 2:20,17  | Tatjana Schoenmakerová (RSA)               | 2:22,52  | Sydney Pickremová (CAN)                  | 2:22,90  |
| 200 m polohový závod | Katinka Hosszúová (HUN)      | 2:07,53  | Jie Š'-wen (CHN)                           | 2:08,60  | Sydney Pickremová (CAN)                  | 2:08,70  |
| 400 m polohový závod | Katinka Hosszúová (HUN)      | 4:30,39  | Jie Š'-wen (CHN)                           | 4:32,07  | Jui Ohašiová (JPN)                       | 4:32,33  |

### Štafety
| Muži                   | Zlato | Zlato   | Stříbro | Stříbro | Bronz | Bronz   |
| ---------------------- | --- | ------- | --- | ------- | --- | ------- |
| 4×100 m volný způsob   | USA (USA) (Caeleb Dressel, Blake Pieroni, Zachary Apple, Nathan Adrian, (r)Townley Haas, (r)Michael Chadwick)                                                                  | 3:09,06 | Rusko (RUS) (Vladislav Griňov, Vladimir Morozov, Kliment Kolesnikov, Jevgenij Rylov, (r)Andrej Minakov)                                                                 | 3:09,97 | Austrálie (AUS) (Cameron McEvoy, Clyde Lewis, Alexander Graham, Kyle Chalmers)                                                                                     | 3:11,22 |
| 4×200 m volný způsob   | Austrálie (AUS) (Clyde Lewis, Kyle Chalmers, Alexander Graham, Mackenzie Horton, (r)Jack McLoughlin, (r)Thomas Fraser-Holmes)                                                  | 7:00,85 | Rusko (RUS) (Michail Dovgaljuk, Michail Vekoviščev, Alexandr Krasnych, Martin Maljutin, (r)Ivan Girjov)                                                                 | 7:01,81 | USA (USA) (Andrew Seliskar, Blake Pieroni, Zachary Apple, Townley Haas, (r)John Conger, (r)Jack LeVant)                                                            | 7:01,98 |
| 4×100 m polohový závod | Spojené království (GBR) (Luke Greenbank, Adam Peaty, James Guy, Duncan Scott, (r)James Wilby)                                                                                 | 3:28,10 | USA (USA) (Ryan Murphy, Andrew Wilson, Caeleb Dressel, Nathan Adrian, (r)Matthew Grevers, (r)Michael Andrew, (r)John Conger, (r)Zachary Apple)                          | 3:28,45 | Rusko (RUS) (Jevgenij Rylov, Kirill Prigoda, Andrej Minakov, Vladimir Morozov, (r)Kliment Kolesnikov, (r)Anton Čupkov, (r)Michail Vekoviščev, (r)Vladislav Griňov) | 3:28,81 |
| Ženy                   | Zlato | Zlato   | Stříbro | Stříbro | Bronz | Bronz   |
| 4×100 m volný způsob   | Austrálie (AUS) (Bronte Campbellová, Brianna Throssellová, Emma McKeonová, Cate Campbellová, (r)Madison Wilsonová)                                                             | 3:30,21 | USA (USA) (Mallory Comerfordová, Abbigail Weitzeilová, Kelsi Dahliaová, Simone Manuelová, (r)Allison Schmittová, (r)Margo Geerová, (r)Lia Nealová)                      | 3:31,02 | Kanada (CAN) (Kayla Sanchezová, Taylor Rucková, Penny Oleksiaková, Margaret Mac Neilová, (r)Rebecca Smithová)                                                      | 3:31,78 |
| 4×200 m volný způsob   | Austrálie (AUS) (Ariarne Titmusová, Madison Wilsonová, Brianna Throssellová, Emma McKeonová, (r)Leah Nealeová, (r)Kiah Melvertonová)                                           | 7:41,50 | USA (USA) (Simone Manuelová, Kathleen Ledecká, Melanie Margalisová, Kathryn McLaughlinová, (r)Allison Schmittová, (r)Gabrielle DeLoofová, (r)Leah Smithová)             | 7:41,87 | Kanada (CAN) (Kayla Sanchezová, Taylor Rucková, Emily Overholtová, Penny Oleksiaková, (r)Rebecca Smithová, (r)Emma O'Croininová)                                   | 7:44,35 |
| 4×100 m polohový závod | USA (USA) (Regan Smithová, Lillia Kingová, Kelsi Dahliaová, Simone Manuelová, (r)Olivia Smoligaová, (r)Melanie Margalisová, (r)Kathryn McLaughlinová, (r)Mallory Comerfordová) | 3:50,40 | Austrálie (AUS) (Minna Athertonová, Jessica Hansenová, Emma McKeonová, Cate Campbellová, (r)Kaylee McKeownová, (r)Brianna Throssellová, (r)Madison Wilsonová)           | 3:53,42 | Kanada (CAN) (Kylie Masseová, Sydney Pickremová, Margaret Mac Neilová, Penny Oleksiaková, (r)Kierra Smithová, (r)Rebecca Smithová, (r)Taylor Rucková)              | 3:53,58 |
| Mix                    | Zlato | Zlato   | Stříbro | Stříbro | Bronz | Bronz   |
| 4×100 m volný způsob   | USA (USA) (Caeleb Dressel, Zachary Apple, Mallory Comerfordová, Simone Manuelová, (r)Blake Pieroni, (r)Nathan Adrian, (r)Kathryn McLaughlinová, (r)Abbigail Weitzeilová)       | 3:19,40 | Austrálie (AUS) (Kyle Chalmers, Clyde Lewis, Emma McKeonová, Bronte Campbellová, (r)Cameron McEvoy, (r)Alexander Graham, (r)Brianna Throssellová, (r)Madison Wilsonová) | 3:19,97 | Francie (FRA) (Clément Mignon, Mehdy Metella, Charlotte Bonnetová, Marie Wattelová, (r)Maxime Grousset, (r)Béryl Gastaldellová)                                    | 3:22,11 |
| 4×100 m polohový závod | Austrálie (AUS) (Mitchell Larkin, Matthew Wilson, Emma McKeonová, Cate Campbellová, (r)Minna Athertonová, (r)Matthew Temple, (r)Bronte Campbellová)                            | 3:39,08 | USA (USA) (Ryan Murphy, Lillia Kingová, Caeleb Dressel, Simone Manuelová, (r)Matthew Grevers, (r)Andrew Wilson, (r)Kelsi Dahliaová, (r)Mallory Comerfordová)            | 3:39,10 | Spojené království (GBR) (Georgia Daviesová, Adam Peaty, James Guy, Freya Andersonová, (r)James Wilby)                                                             | 3:40,68 |

## Medailová bilance
V plavání se rozdělilo celkem 42 sad medailí.
| Pořadí | Stát                     |       | Muži    | Muži  | Muži  |         | Ženy  | Ženy  | Ženy    |       | Mix   | Mix     | Mix   |  | Muži + Ženy + Mix | Muži + Ženy + Mix | Muži + Ženy + Mix | Celkem |
| Pořadí | Stát                     | Zlato | Stříbro | Bronz | Zlato | Stříbro | Bronz | Zlato | Stříbro | Bronz | Zlato | Stříbro | Bronz |  |                   |                   |                   | Celkem |
| ------ | ------------------------ | ----- | ------- | ----- | ----- | ------- | ----- | ----- | ------- | ----- | ----- | ------- | ----- |  | ----------------- | ----------------- | ----------------- | ------ |
| 1.     | USA (USA)                |       | 5       | 3     | 2     |         | 8     | 4     | 3       |       | 1     | 1       | 0     |  | 14                | 8                 | 5                 | 27     |
| 2.     | Austrálie (AUS)          |       | 1       | 3     | 2     |         | 3     | 5     | 3       |       | 1     | 1       | 0     |  | 5                 | 9                 | 5                 | 19     |
| 3.     | Maďarsko (HUN)           |       | 1       | 0     | 0     |         | 3     | 0     | 0       |       | 0     | 0       | 0     |  | 4                 | 0                 | 0                 | 4      |
| 4.     | Rusko (RUS)              |       | 2       | 6     | 4     |         | 1     | 1     | 2       |       | 0     | 0       | 0     |  | 3                 | 7                 | 6                 | 16     |
| 5.     | Itálie (ITA)             |       | 1       | 0     | 2     |         | 2     | 2     | 1       |       | 0     | 0       | 0     |  | 3                 | 2                 | 3                 | 8      |
| 6.     | Čína (CHN)               |       | 3       | 0     | 1     |         | 0     | 2     | 1       |       | 0     | 0       | 0     |  | 3                 | 2                 | 2                 | 7      |
| 7.     | Spojené království (GBR) |       | 3       | 1     | 2     |         | 0     | 0     | 0       |       | 0     | 0       | 1     |  | 3                 | 1                 | 3                 | 7      |
| 8.     | Japonsko (JPN)           |       | 2       | 2     | 1     |         | 0     | 0     | 1       |       | 0     | 0       | 0     |  | 2                 | 2                 | 2                 | 6      |
| 9.     | Kanada (CAN)             |       | 0       | 0     | 0     |         | 2     | 0     | 6       |       | 0     | 0       | 0     |  | 2                 | 0                 | 6                 | 8      |
| 10.    | Švédsko (SWE)            |       | 0       | 0     | 0     |         | 1     | 2     | 2       |       | 0     | 0       | 0     |  | 1                 | 2                 | 2                 | 5      |
| 11.    | Jižní Afrika (RSA)       |       | 1       | 0     | 2     |         | 0     | 1     | 0       |       | 0     | 0       | 0     |  | 1                 | 1                 | 2                 | 4      |
| 12.    | Německo (GER)            |       | 1       | 0     | 0     |         | 0     | 1     | 0       |       | 0     | 0       | 0     |  | 1                 | 1                 | 0                 | 2      |
| 13.    | Brazílie (BRA)           |       | 0       | 2     | 2     |         | 0     | 1     | 0       |       | 0     | 0       | 0     |  | 0                 | 3                 | 2                 | 5      |
| 14.    | Ukrajina (UKR)           |       | 0       | 1     | 0     |         | 0     | 0     | 0       |       | 0     | 0       | 0     |  | 0                 | 1                 | 0                 | 1      |
| 14.    | Norsko (NOR)             |       | 0       | 1     | 0     |         | 0     | 0     | 0       |       | 0     | 0       | 0     |  | 0                 | 1                 | 0                 | 1      |
| 14.    | Řecko (GRE)              |       | 0       | 1     | 0     |         | 0     | 0     | 0       |       | 0     | 0       | 0     |  | 0                 | 1                 | 0                 | 1      |
| 14.    | Švýcarsko (SUI)          |       | 0       | 1     | 0     |         | 0     | 0     | 0       |       | 0     | 0       | 0     |  | 0                 | 1                 | 0                 | 1      |
| 14.    | Nizozemsko (NED)         |       | 0       | 0     | 0     |         | 0     | 1     | 0       |       | 0     | 0       | 0     |  | 0                 | 1                 | 0                 | 1      |
| 19.    | Francie (FRA)            |       | 0       | 0     | 1     |         | 0     | 0     | 0       |       | 0     | 0       | 1     |  | 0                 | 0                 | 2                 | 2      |
| 20.    | Nový Zéland (NZL)        |       | 0       | 0     | 1     |         | 0     | 0     | 0       |       | 0     | 0       | 0     |  | 0                 | 0                 | 1                 | 1      |
| 20.    | Egypt (EGY)              |       | 0       | 0     | 0     |         | 0     | 0     | 1       |       | 0     | 0       | 0     |  | 0                 | 0                 | 1                 | 1      |
| Celkem | Celkem                   |       | 20      | 21    | 20    |         | 20    | 20    | 20      |       | 2     | 2       | 2     |  | 42                | 43                | 42                | 127    |